# 沖大東島

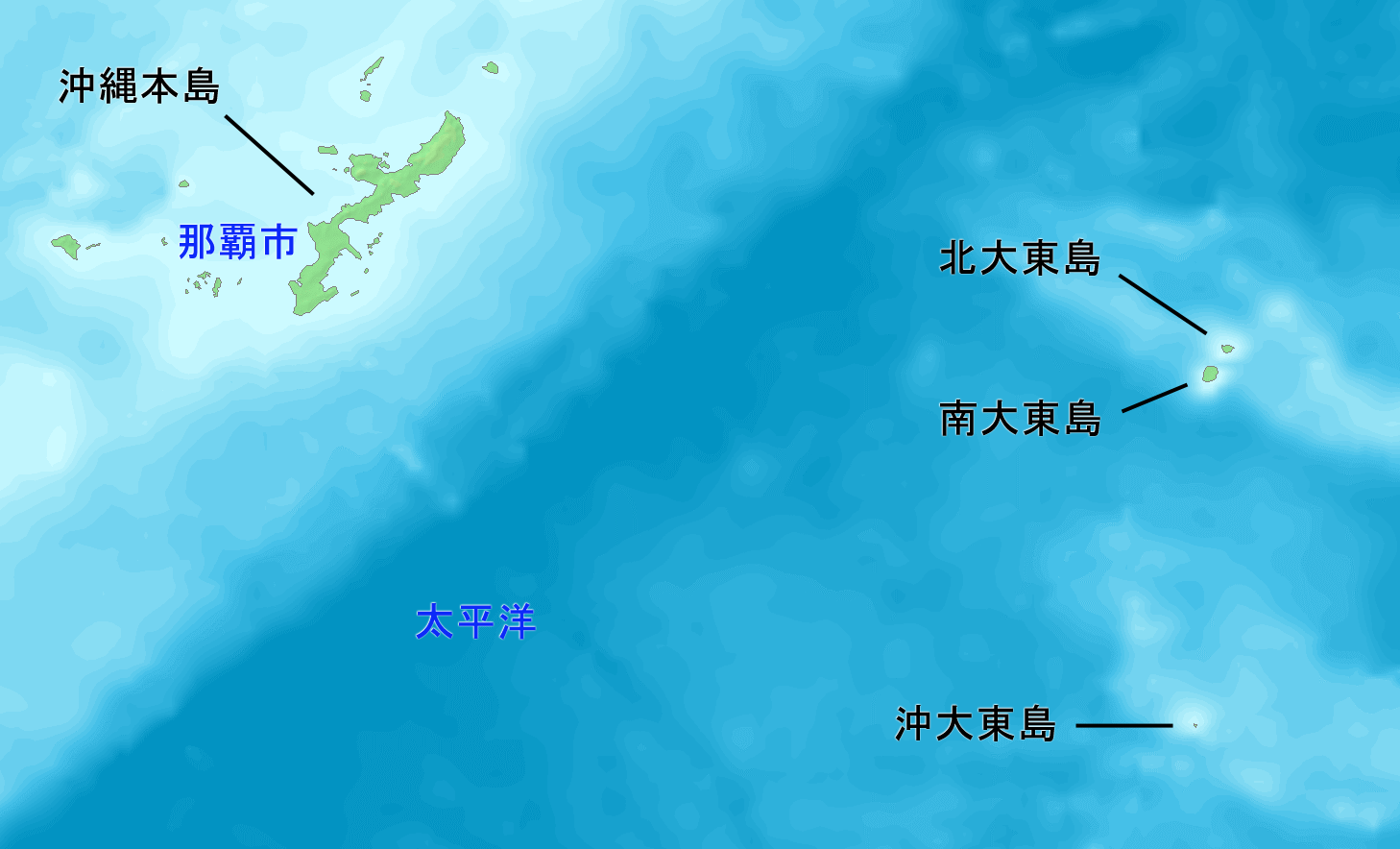
南北大東島と沖大東島の位置

沖大東島（）は、大東諸島に所属する島である。別名ラサ島（、英: Rasa Island）。行政区画は全島が沖縄県島尻郡北大東村に属する。

## 島の概観
沖大東島は南大東島の南、約160キロメートル、那覇市の南東約408キロメートルにある、周囲約4.34キロメートル、面積約1.19平方キロメートルの隆起サンゴ礁の島である。島の形は北大東島と似た三角形をしており、最高所は島内北部にあって標高31.1メートルである。南東部から北、そして南東部から北西に向かってやや標高が高い地域となっており、島の中央部は周囲から10メートルから15メートル標高が低い凹地となっている。また島の海岸線は断崖となっており、周囲はサンゴ礁で囲まれている。
沖大東島の気候は、戦前の観測記録によれば年平均気温は24.0度。年間降水量は1296.6ミリメートルである。寒暖の差は小さく、夏季はにわか雨が多いものの降水量は比較的少ない。また7月から10月は台風シーズンであり、ラサ島鉱業所によるリン鉱山が稼働していた戦前期、7月から10月にかけては鉱石の輸送等が困難となることが多かった。

## 島の形成とリン鉱石鉱床
沖大東島はフィリピン海北西部にある沖大東海嶺の最高部である。フィリピン海には沖大東海嶺の他、南大東島、北大東島がある大東海嶺、そして大東海嶺の北側には奄美海台があり、それぞれ琉球海溝に直交するように北西から南東方向へ九州・パラオ海嶺まで延びている。沖大東海嶺は島弧を形成する地殻が沈降したものと考えられており、基盤は白亜紀後期の深成岩などによって形成されている。沖大東海嶺は始新世には浅い海であったと考えられ、浅海性の石灰岩が広く堆積した。その後鮮新世になると遠洋性である石灰質の泥岩が堆積している。
フィリピン海プレートの移動に伴って沖大東海嶺は北西方向へと移動している。フィリピン海プレートは沈み込み帯である琉球海溝に近づくと屈曲し、その影響で「海溝周縁隆起帯」と呼ばれる隆起帯が形成される。沖大東島、そして南大東島、北大東島はそれぞれ、プレートの移動によって海溝周縁隆起帯に差し掛かったため隆起して陸化した。南大東島、北大東島は約160万年前から200万年前に海溝周縁隆起帯に入って陸化したものと考えられているが、沖大東島はそれよりも遅く、約50万年前から60万年前に海溝周縁隆起帯に入って陸化したと見られている。
南大東島、北大東島は環礁が隆起した隆起環礁であり、中央部に礁湖の跡である明確な凹地が形成されている。一方、沖大東島は中央部に凹地があるものの周囲の高地との高低差は10メートルから15メートル程度で、元来、環礁のような礁湖があったものと推定されているが、その規模は小さく水深も浅かったと考えられている。しかし礁湖が無いサンゴ礁の隆起地形である隆起卓礁とするのは、礁湖の跡である凹地が形成されているため不適切であり、隆起環礁と隆起卓礁の中間的性質の隆起準卓礁に分類されている。
隆起が進む中で沖大東島では海岸段丘が形成され、更新世の4つの段丘面が確認できる。これははっきりとした段丘面が形成されていない南大東島、北大東島の地形との大きな違いのひとつである。沖大東島で海岸段丘が発達したのは、南大東島、北大東島と比べて海山部分の傾斜が緩やかであったからと考えられている。急斜面の南大東島、北大東島では隆起に伴って段差が生じにくいのに対して、傾斜が緩やかであるため段丘面が形成されたのである。
陸化が進む中で沖大東島では多くの海鳥が生息するようになった。海鳥の糞が堆積してグアノが生成され、更にグアノ中のリン酸が石灰岩と反応することによってリン鉱石が形成されていった。沖大東島では1911年から1944年にかけて約160万トンのリン鉱石が採掘された。1978年の調査によれば、リン鉱石の残存推定埋蔵量は約350万トンである。
そして1911年から1944年にかけてのリン鉱石採掘によって沖大東島の地形は大きく改変された。元来、島の中心部は標高約15メートル程度で比較的平坦であったものが、大きな陥没を生じて最底部からは海水がしみ出すようになっており、また島内の地形全体も表層のリン鉱石採掘によって岩石が林立した凹凸が激しい地形となっている。

## 生物相

### 植物相
沖大東島の植物相の調査報告については、1912年、ラサ島鉱業所によるリン鉱石採掘が始まった直後にリン鉱石の採掘状況等の視察を行った、盛岡高等農林学校教授山田玄太郎の報告書内の記述。そして1989年の琉球大学教授の宮城康一によるもの。その他、1903年の沖縄県知事奈良原繁による大東諸島視察時のものが知られている。
1903年の奈良原知事率いる調査団の報告書では、海岸部の断崖のすぐ内側は荒れた草地であるが、その奥にはアダン林、そしてビロウ林となっているとしている。1912年の山田教授の報告によれば、海水が掛かる場所にはほとんど植物がみられず、わずかにスベリヒユなどが見られるのみであり、その内側にはクサトベラ林やアダン林が広がり、島の中心部にはビロウの純林が広がっていた。なお、アダン林とビロウ林の間にはアカテツ、アコウ、ムクイヌビワなど広葉樹が生育していた。
島の中心部に広がっていたビロウの純林は、昼なお暗く下草はほとんど見られなかった。密生している場所ではビロウは一坪に約1本半の割合で生えており、高いものでは14.5メートルになったという。
1912年の山田の調査によれば、種子植物42種、シダ植物2種を確認し、植物の種類ははなはだ少ないとしている。宮城康一の分析によれば、沖大東島の原植生は島が小さいこと、湖沼や湿地帯のような水系を持たないことから貧弱なものではあったが、基本的には南大東島、北大東島の植生と似たものであったと考えられる。
ラサ島鉱業所によるリン鉱石採掘は島の植生を激変させていく。1925年に沖大東島を視察した記録によれば、かつて鬱蒼たるビロウ林に覆われていたが、リン鉱石採掘が進むにつれて伐採されて鉱業所の事務所付近に点在するのみになっており、西海岸を除いて樹木が稀であると報告されている。そして1944年、ラサ島鉱業所によるリン鉱石採掘最終期には、島内には高さ5メートル以下のビロウが13本残っているのみで、職員住宅と海岸部に多少の草地があるものの、残りはリン鉱石採掘後の凸凹した岩石が連なり、草木が見られない状態となっていた。
1989年の宮城康一の調査によれば沖大東島では41種の植物が確認された。植物相は貧弱であり、確認された植物の多くが海岸部に生育するもので、また帰化移入種は15種と30パーセントを超えた。沖縄にある鳩間島、屋嘉比島、久場島といった約1平方キロメートルの、沖大東島とほぼ同面積の島と比較してみると、種の数は少なく、帰化移入種の割合は高い。帰化移入種の割合が高い理由は戦前のリン鉱石の採掘による植生の破壊や土壌の減少、そして戦後は射爆場となって爆撃の影響を受けるなど、大きな人為的な攪乱を受けたことが原因と考えられている。
また1989年の調査によればビロウ、ムクイヌビワが確認できず、これらの種は人為的な攪乱が原因で沖大東島では絶滅したものと考えられている。島内には樹林帯は皆無で、草本性の植物の中にわずかにクサトベラ、アダンなどの低木が見られるのみである。

### 動物相
前述した1912年の山田玄太郎の報告によれば動物の種類は少なく、爬虫類、哺乳類は全く見られない。つまり南大東島、北大東島に生息しているダイトウオオコウモリは沖大東島には生息していなかったと考えられる。
また島内にはメジロが多く、人間を恐れないので容易に捕まえることが出来た。また季節によってはアホウドリなどが飛来して繁殖していたという。
昆虫類はチョウ、ガ、バッタ、トンボなどが見られ、人間に伴うと考えられる蠅や蚊、ノミも見られた。一方島内ではヤシガニが生息しているが、美味であるため乱獲され、ラサ島鉱業所開所約1年にしてその数が減少していたという。

## 発見と命名
沖大東島についての記録としては、1543年にスペイン人ベルナルド・デ・ラ・トーレがマル・アブリゴ（Mal Abrigo）と命名している。その後、オランダ人のアジア方面の進出が盛んになる中でアムステルダム島と呼ばれるようになった。また18世紀後半に北アメリカ大陸北西部の太平洋岸を探検したことで知られる、アメリカ合衆国のジョン・ケンドリックにちなんで、ケンドリック島と書かれた資料もあり、これはケンドリックが航海中に沖大東島を通りかかったことによるものと考えられている。
1807年、フランスの軍艦カノニエル号が「ラサ島」と命名した。なお、もともと難破したイギリス船がラサ島の名付け親であるとの説もある。ラサの語源ははっきりしていないが、スペイン語などラテン語系の言語では「ラサ」とは平らなという意味であり、沖大東島の比較的平坦な地形から名付けられたとする説が有力である。なお、ラサ島という名称は正式名称が沖大東島と決定された後も使用され続けている。

## 日本領への編入
1885年、北大東島、南大東島の両島は日本領に編入される。しかし同じ大東諸島に属しながら、この時沖大東島の日本領編入は行われなかった。その後、南方への関心が高まっていく中で南北大東島の開拓への動きが見え始めた1891年に、アメリカ船籍の船、キットセップが大東諸島付近で遭難して南大東島に乗組員が漂着した。漂着後、船長以下4名がカッターに乗って沖縄本島に辿り着いて救援を要請し、要請を受けて沖縄県は南大東島に救援船を派遣する。この事件をきっかけとして沖縄県は海軍省に南方探検を目的とした軍艦派遣を要請した。
沖縄県側の要請は受け入れられ、1892年8月に海軍艦船海門が派遣された。那覇に来航した海門の艦長柴山矢八に対し、沖縄県側は南北大東島や尖閣諸島に属する島々は既に探検が行われているとして、未調査のラサ島と南波照間島を優先的に探検するよう要請した。しかし海門は那覇を出港するとまず南大東島へ行って7名が上陸して調査を行わせ、その後ラサ島に向かって3名を上陸させて約1時間半の調査を行った後、再び南大東島に戻って上陸調査中の7名を帰船させると、北大東島は上陸すらせず洋上からの視察で終え、帰途についた。
この短期間の海軍艦船海門による大東諸島「探検」について、笹森儀助は職務を忘れ、探検の精神をおろそかにしたものであると痛烈に批判した。なお、わずか1時間半の上陸であったが山下源太郎大尉ら上陸者は、「ラサ島探見報告」を艦長の柴山に提出した。山下らはラサ島は台風による高波の影響からか沿岸部に草木が無いものの、内陸部は草木が鬱蒼と生い茂り歩くのも困難であること、そしてアホウドリの群れが巣作りしていて小鳥は人間を恐れる気配が全くないこと。また、水源は無さそうで漂流民やその他人が住んだ形跡は全くないと報告した。
1898年9月、南鳥島の開発を行っていた水谷新六がラサ島を探検している。水谷の目的はアホウドリの羽毛採取であった。1899年6月、今度は宮古島で人頭税の廃止に向けて活躍した中村十作がラサ島を探検する。
中村は1900年6月、内務省にラサ島の借用願いを提出した。提出を受けた内務省はラサ島についての情報が全く無くて困惑した。そこで内務省は海軍省水路部に尋ねてみたところ、水路部からは1892年の海門による調査等の資料が届けられた。島の実在を確認した内務省は、沖縄県にラサ島を沖縄県島尻郡に編入する手続きを行いたいが意見を聞きたいとの照会文を送付した。内務省からの照会文に対し、沖縄県知事奈良原繁は「沖縄県の管轄として島尻郡に編入すべきである」と回答した。
1900年9月11日、内務大臣の西郷従道は、中村十作による借用願いが提出された所属未決定の島であるラサ島の所属を決定すべきであるとして、正式に日本領として沖縄県島尻郡に編入し、島名を「沖大東島」とする案件を閣議に諮った。西郷の提案は了承され、新たに沖大東島と名付けられた島は沖縄県島尻郡に属することが閣議決定された。閣議決定を受けて西郷内務大臣は沖縄県に訓令を発し、それを受けて県は10月17日、沖大東島を正式に沖縄県島尻郡に編入する告示を行った。
なお、沖大東島の日本領編入のきっかけとなった中村十作の借用願いは返戻扱いとなったため、借用は行われなかった。

### 奈良原県知事の視察

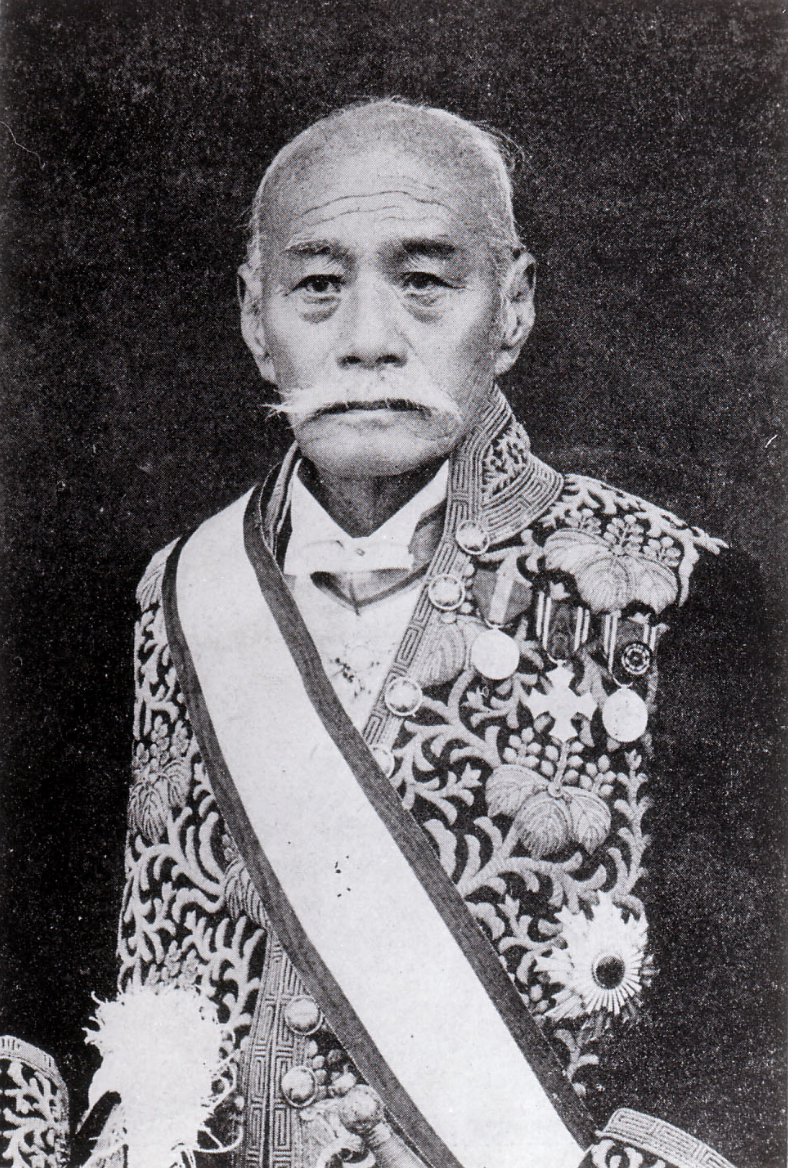
奈良原繁

1903年、沖縄県土地整理事務局はこれまで不正確であった大東諸島の形状、面積を実測することになった。6月15日、沖縄県土地整理事務局の長官である県知事奈良原繁自ら調査団を率い、島尻郡長、事務官、測量員、漁業関係の視察者らが那覇港から大東諸島へと向かった。
6月17日朝、沖大東島沖に到着し、調査員は艀に乗って沖大東島に上陸した。島内の草地ではおびただしい数の海鳥が産卵し、雛を育てていたという。11時から測量を行い、午後3時半には測量を終え、撤収作業の後、午後7時には沖大東島を離れた。
測量の結果、島の面積は北大東島の約12分の1に過ぎないとした。北西部が最も標高が高く、そこから北東方向と南東方向に丘陵地が延びていて、その間は比較的平坦になっていた。また海岸部は全て断崖となっていて、海岸線にはサンゴ礁が発達していた。

## リン鉱石鉱山時代

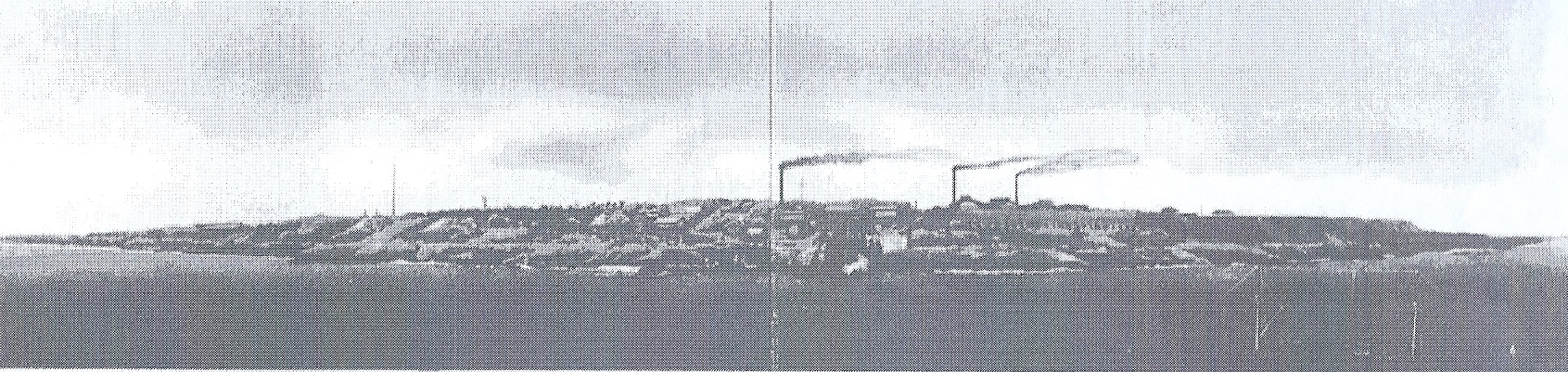
リン鉱山が操業していた1938年頃の沖大東島全景。

日本領編入後の沖大東島はリン鉱山として開発が始められて発展し、一企業による経営、統治が行われた。戦前期は大東諸島の南大東島、北大東島とともに町村制は施行されず、沖縄県からは国税や県税の徴収事務に関わる吏員が派遣された。また1927年に衆議院議員の選挙権は与えられたものの、戦前は沖縄県議会議員の選挙権は無かった。

### 水谷新六と玉置半右衛門の開発願い
沖大東島が正式に日本領に編入された後、南鳥島の開発事業を行っていた水谷新六が沖縄県に開発願いを提出し、1901年5月11日に認可が下りた。水谷は南鳥島で鳥類の捕獲事業を行っていたが、乱獲によって鳥類は激減していて撤退を考え始めていた。1901年9月、水谷は羽毛採取を目的として沖大東島へ向かったものの、船が台湾、フィリピン方面に漂流してしまい、結局沖大東島に辿り着けずに帰還した。
開発願いは数年間開発に着手しない場合取り消されることになっており、水谷の場合も1903年6月6日に認可が取り消された。1902年頃には、1893年頃に沖大東島を発見して借地権を得ているとする人物が、資金と人材を集めようとした詐欺事件が起きている。1903年8月には横浜市の木村萬四郎という人物が沖大東島と北大東島で開墾と牧畜業を行いたいと、25年間の両島の開発権を申請したとの新聞報道がなされた。
1906年、玉置半右衛門が開墾と羽毛採取の目的で沖大東島の15年間の開発権を取得した。玉置は1899年10月に南大東島、北大東島両島の開発権を取得していた。1906年当時、南大東島の開墾にかかり切りの状況で、北大東島はほとんど手つかずのままであった。つまり実際問題として開発権取得時の玉置には沖大東島の本格開発に着手する余裕は無かった。
それでも玉置は開発権を取得した後、沖大東島の調査のために調査船を派遣した。調査船には水谷新六の甥が水夫として乗船していた。後述のような事情から水谷の甥は水谷新六から沖大東島の岩石や土砂を持って帰るように依頼を受けていた。

### ラサ島鉱業所操業まで

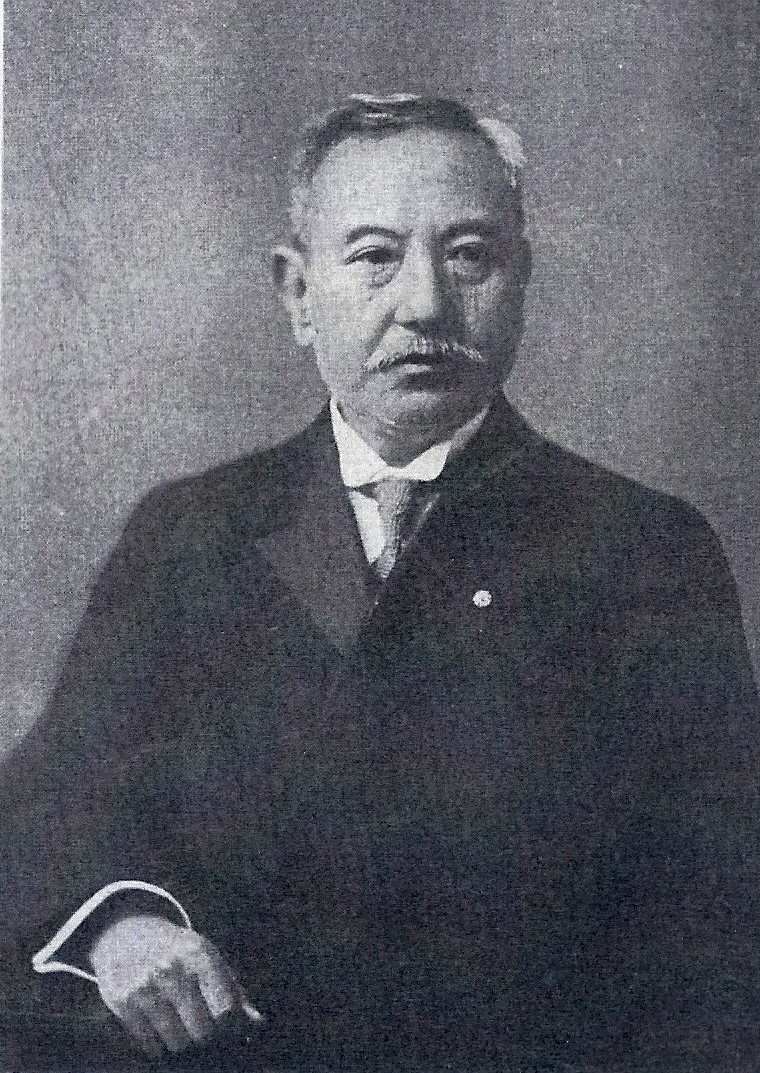
ラサ島鉱業所を設立した恒藤規隆

水谷新六はリン資源開発、確保をライフワークとしていた恒藤規隆から沖大東島の岩石や土砂の入手を依頼されていた。恒藤はリン資源発見を目指して全国各地を調査していた。その中で1902年に部下を南鳥島に派遣して、高品位のグアノを発見していた。
南鳥島で鳥類の捕獲事業を行っていた水谷新六は、グアノの発見後、グアノ採掘へと事業転換する。採掘されたグアノは全国肥料取次所で肥料として製造販売した。全国肥料取次所で技術指導を行っていたのが恒藤であった。南鳥島でのグアノ発見、全国肥料取次所での肥料製造などを通じて恒藤は水谷新六と知り合った。南鳥島でのグアノ発見以後、南方の島々でのリン資源探査に意欲を高めていた恒藤は、水谷が南方の島々でしばしば鳥類の捕獲を行っていることを知り、捕鳥のついでに岩石を持って帰るよう依頼していた。中でも強い興味を持ったのが沖大東島であった。水谷から沖大東島の話を聞くと、機会があったら岩石や土砂を持ち帰って来るように頼んでいた。
水谷の甥は股引に沖大東島の石を入れて持ち帰った。恒藤は沖大東島の石を一目見てリン鉱石であると判断した。ラサ島でのリン鉱石発見後、恒藤の他、肥料商の九鬼紋七、沖大東島の開発権を握っていた玉置半右衛門、そして水谷新六が鉱業権を主張した。さらに1909年には東沙諸島の開発から撤退した西沢吉治が沖大東島開発に乗り出そうと画策するなど泥沼の争いとなった。
そのような中で恒藤は1907年8月に沖大東島へリン鉱石の資源調査隊を派遣。1910年10月には日本産業商会を設立して理事長に就任する。設立直後の11月には第二回の資源調査隊を派遣し、持ち帰ったリン鉱石を分析した結果非常に有望と判明している。
国内での権利問題が解決しない中、沖大東島のリン資源に外国資本が食指を伸ばしだした。外圧を背景に恒藤は権利獲得に奔走し、1911年初頭に沖大東島の開発権の掌握に成功する。2月28日にはラサ島燐鉱合資会社を設立して社長に就任する。社長就任後の4月、恒藤は自らが陣頭指揮を執って沖大東島に第三回の資源探査を行った。探査の結果、予想を上回る有望なリン鉱石鉱床を確認したため、5月1日にラサ島鉱業所を創業した。

### ラサ島鉱業所の盛衰

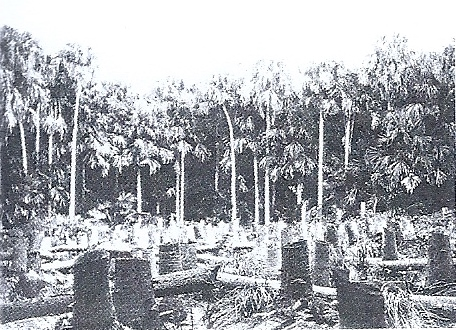
ビロウ森の伐採。

ラサ島鉱業所の操業開始後、様々な困難が立ちはだかった。まず鉱山本体の開発とともに、孤島である沖大東島で鉱山経営を進め鉱石を輸送するために桟橋の建設を進めたものの、8月から9月に台風が襲来してほとんどの建設済み設備が破壊された。また労働者たちは慣れない亜熱帯の気候と台風被害によってその多くが離島を希望するに至り、現場の判断で労働者たちの離島を認めざるを得なかった。結局1912年2月からは沖縄県で労働者の募集を開始し、沖大東島では沖縄県出身の労働者が主力になっていく。
台風の被害からの復旧が終わり、1911年末からリン鉱石の輸送が始まったものの、肥料会社各社が沖大東島のリン鉱石の不買同盟を結成したため、鉱石は売れなかった。この問題は社長恒藤の決断で自社で沖大東島産のリン鉱石を原料とした肥料製造を開始したことによって突破口が開かれ、鉱石が売れるようになった。そして1913年5月にはラサ島燐礦株式会社が設立された。
株式会社化の後、様々な困難が立ちはだかりながらもリン鉱石の産出量は増大していった。まず大きな課題となったのは水の問題であり、その他、台風による船舶の遭難、腸チフスの流行、そして労働者が暴動寸前の不穏状態になるなど労働問題も発生した。
1916年3月には台風襲来にも耐えられるコンクリート製の突堤が完成した。島内には倉庫、発電所、診療所、宿舎などの施設整備も進んだ。また1915年6月には無線電信局が開局されて外部との情報のやりとりが可能となり、同年、中央気象台から気象機器の貸与を受けて気象観測も始められた。

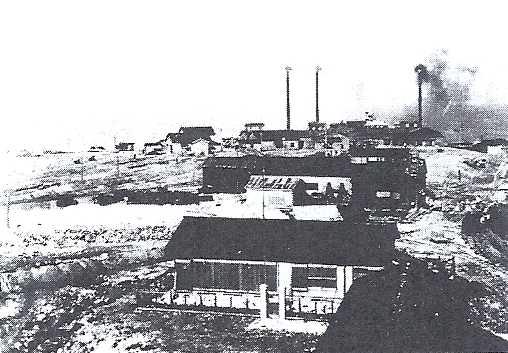
ラサ島鉱業所事務所。

1914年の第一次世界大戦開戦後、船舶不足によってリン鉱石の輸入が滞るようになった。その上、空前の好景気となって肥料の売り上げ自体も好調で、沖大東島のリン鉱石は増産されていった。1918年にはラサ島鉱業所は18万トンあまりのリン鉱石を採掘し、鉱山労働者も約2000名と最盛期を迎えた。面積1平方キロメートルあまりの狭い沖大東島に約2000名の鉱山労働者たちが生活し、鉱山労働に従事する状況は、長崎県の端島と同様の海上に浮かぶ一つの鉱業空間であった。
地方自治が敷かれなかった沖大東島は、ラサ島燐鉱株式会社やその後進企業の運営下に置かれた。学校、病院、船便、通信、郵便といった業務は企業が担っていて、経済面も会社が発行する「物品交換券」が流通するなど会社のコントロール下に置かれた。治安を守る巡査も会社側からの依頼を受けて那覇署から請願巡査が派遣されていた。島で働く労働者たちは国税、県税を納め、男子には徴兵もあったが、地方自治が行われていなかったため沖大東島に転入の手続き自体が出来ず、全ての島民は出稼ぎ者扱いであった。
第一次世界大戦後の戦後不況の影響で、肥料の消費は減退して価格も暴落する。その結果、ラサ島鉱業所は生産体制の縮小を余儀なくされる。その後大正末期には地下に新たな有望なリン鉱石鉱床が発見され、生産高もいったんは盛り返す。しかし不況の継続による会社の経営難はより厳しさを増していき、その上、採掘条件が良い鉱石が減少したため、1928年末には休山となった。
その後、戦時体制が強化されていく中で日本経済は長い不況から脱していく。しかも国際関係の緊張が高まってリン鉱石の輸入に不安材料が出てきた。そのような情勢下で1933年、ラサ島鉱業所は操業を再開する。再開後のラサ島鉱業所は、リン鉱石の輸入が困難となっていく中で農林水産省から増産を強く要請されるようになり、重要産業にも指定されて物資の供給や人材の確保において優遇措置が講じられた。なおラサ島鉱業所の操業再開後の1937年、沖大東島は3748円でラサ工業に払い下げられている。
しかし優遇措置を受けていたとはいえ、戦時下の人員不足は深刻でリン鉱石採掘に必要な人員を揃えるのは無理であった。しかも肝心のリン鉱石の品位も低下していった。その上、戦況の悪化につれて海上輸送が困難となっていった。それでも1938年から1944年にかけて、ラサ島鉱業所は日本領内トップの約32万トンのリン鉱石を採掘した。

## ラサ島守備隊

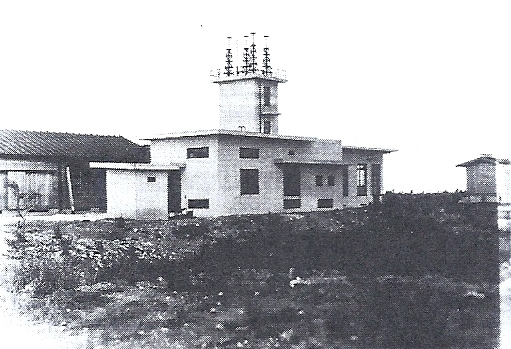
1940年に開設された中央気象台沖大東測候所。

1935年9月から1938年4月まで、海軍水路部の移動観測班が南大東島で気象観測を行った。その結果、大東諸島での気象観測の重要性が認められて、1938年には南大東島と沖大東島に気象観測所の新設が決定された。1940年1月、中央気象台が管轄する沖大東測候所が開設された。1942年8月には海軍の望楼が建設され、海軍軍人8名と観測員9名が常駐するようになる。その後沖大東島の海軍兵力として1944年11月には見張要員29名と他の任務を担う2名の計31名が新たに来島した。
大本営は大東諸島を軍事的要衝と判断して防衛体制の強化を図った。1944年3月24日、大本営は第85兵站警備隊を歩兵第36連隊に編入の上、大東諸島への展開を命じた。南大東島には歩兵第36連隊の連隊本部と第1、第3大隊、大東島支隊。北大東島には第2大隊。そして沖大東島には第4中隊が配備されることになった。
1944年2月25日、沖大東島はアメリカ軍による艦砲射撃の攻撃を受けた。4月16日には荷役作業中の船が潜水艦による攻撃を受け、ほぼ全乗組員が死亡する。そのような緊迫した情勢下、4月26日に陸軍のラサ島守備隊が上陸した。
進駐してきたラサ島守備隊は、ラサ島鉱業所の全面的なバックアップのもとで強固な陣地を造り上げていった。9月29日には初の空襲を受け、危険性が高まる中で、4月以降始まっていたラサ島鉱業所の従業員の順次退島に拍車がかかることになった。
リン鉱石を採掘するラサ島鉱業所は食糧増産の鍵であり、全面撤退の決定はなかなか下りなかった。しかしラサ島のリン鉱石は品位が低下していて外国産の優良な鉱石と混ぜなければ利用できず、しかも海上輸送が困難となったために島内には採掘された鉱石が貯まってこれ以上貯鉱が出来ない状況となっており、結局1944年末に全面撤退の決定が下りた。1945年1月22日、ラサ島鉱業所の従業員は全員沖大東島を離島して、ラサ島鉱業所は閉山となった。
ラサ島鉱業所の閉鎖後、アメリカ軍は艦砲射撃や空襲を加えてきた。3月11日には補給船が来島したが、その補給船が最後となり、終戦後まで補給は完全に絶たれた。補給が断たれた後、ラサ島守備隊はサツマイモの栽培や魚を獲るなどして持久作戦を取ることになった。
その後も米軍による空襲は断続的に続けられた。米軍が投下した不発弾を海中で爆破して魚を気絶させる漁は、守備隊員たちから「トルーマン給与」と呼ばれるようになった。補給が断たれる中、何とか持久作戦を続けてきた守備隊であったが、8月頃には脚気患者が増え始めていた。
8月15日の終戦後、25日になって正式な降伏命令がラサ島守備隊のもとに届けられた。10月12日には米軍が沖大東島に上陸し、武装解除、そして10月14日にはラサ島守備隊は撤収した。ラサ島守備隊員の戦死者は7名であった。撤収後、沖大東島はラサ島鉱業所の操業開始以前の無人島に戻った。

## 戦後の沖大東島
戦後、沖縄を統治した米軍軍政は、肥料となるリン鉱石を産出する沖大東島、北大東島を擁する大東諸島に着目し、「沖縄の宝庫」の筆頭に位置付けていた。1946年6月、米軍軍政当局は大東諸島に沖大東島、北大東島のリン鉱石調査を名目とした調査団を派遣した。
リン鉱石の調査が目的とされた調査団であったが、実際には大東諸島の政治行政、経済面の多岐に渡っての調査を行った。この調査中の1946年6月12日、沖縄民政府の指示により大東諸島に村制が施行された。大東諸島の村制施行に伴って沖大東島は北大東村に属することになった。なぜ北大東村に属することになったかについては資料が残っていないが、地理的な観点からではなく産業面、すなわちリン鉱石の産地である北大東島、沖大東島とも、リン鉱石資源再開発を行うことを考慮したものと推測されている。なお、沖縄返還後の1973年8月18日、沖大東島は北大東村字ラサと字の区域設定が行われた。
1950年の朝鮮戦争開戦後、鉄くず需要が高まる中で沖大東島に、放棄されたラサ島鉱業所の機械類やレール、そしてラサ島守備隊が残したスクラップ類を回収するため、スクラップ業者がやって来るようになった。1954年にはスクラップ回収のために沖大東島に向かった12名の労働者が、派遣先の経営不振のため迎えの船を出せずに置き去りにされた事件が起きている。

## 沖大東島射爆場
1956年4月16日、沖大東島はアメリカ海軍の艦対地射爆撃訓練及び空対地射爆撃訓練を行う沖大東島射爆撃場となった。利用条件としては訓練は月15日以内、年間180日以内とされている。1972年の沖縄返還後も基地利用は継続している。なお沖縄返還後、沖大東島はいったん国有地とされたが、1937年にラサ工業に払い下げられた事実が確認されたため、1973年10月12日に民有地に訂正されている。ラサ工業には基地使用のための借地料が支払われているが、1984年度の借地料は3億3000万円であった。その後借地料は公表されないようになったが、1991年の北大東村当局者の推定によれば約5億円である。
1979年1月、ラサ工業株式会社はラサ島をリン鉱山として再開発するとともに、採掘終了後は石油備蓄基地とする計画を策定する。同年7月、広島大学の沖村雄二教授を団長として、ラサ工業と防衛施設庁合同でラサ島のリン鉱石調査が実施された。調査の結果、リン鉱石の埋蔵量は約350万トンと推定された。そのような中でラサ工業とラサ島が属する北大東村は、射爆場としての契約解除とラサ工業側への返還を求めたが、日本国政府は基地契約解除と返還に同意せず実現しなかった。沖大東島はアメリカ軍の射爆場として、一般人の立ち入りが禁止されている状況が続いている。
1989年5月、北大東村、南大東村共同で沖大東島の現況ならびに漁業調査が行われ、両村の職員、沖縄県議会議員3名、漁業関係者、琉球大学教授ら、66名が参加した。島内に海鳥は見られず、ラサ島鉱業所時代の遺構としてはコンクリート製の桟橋、貯水槽の残骸、そしてわずかにトロッコの敷設跡が残っている程度で、射爆場の爆撃による穴や薬莢、そして不発弾も見られた。その一方、島の周囲は魚影が豊富で豊かな水産資源に恵まれていることも把握された。
2012年 地図・海図に記載される名称として、沖大東島南西部沖合の小島（岩礁）が南西小島と命名された。
2015年10月6日、日米両政府は日米合同委員会において米軍が射爆撃場として使用している沖大東島とその周辺水域・空域を自衛隊が恒常的に共同使用することに合意した。対地艦砲射撃のほか、着上陸訓練の模擬訓練なども検討されている。

## 出身者
- 仲宗根幸市（沖縄民謡研究家・今帰仁村育ち）